# Calupe
Calupe es un pueblo ubicado en el distrito de Tumán en el Departamento de Lambayeque.

## Demografía
En el 2017 contaba con una población de 1449 habitantes lo que la hace la segunda localidad más poblada del distrito después de Tumán.